# Pesto modenese
Il pesto alla modenese (sull'Appennino modenese orientale anche noto come cunza) è un condimento tipico della cucina della provincia di Modena a base di lardo.

## Utilizzo
Il pesto modenese, unito a una spolverata di Parmigiano Reggiano, viene utilizzato essenzialmente per la farcitura delle tipiche crescentine modenesi, nonché dei borlenghi, anche se la composizione tradizionale è leggermente diversa nei due casi. 
Grazie al calore della crescentina o del borlengo, il lardo del pesto si scioglie sprigionando gli olii essenziali del rosmarino.

## Dosi e preparazione
È una salsa cruda, prodotta con lardo suino, rosmarino e aglio.
Per 250 grammi di lardo sono sufficienti due spicchi d'aglio e due rametti di rosmarino. Per comodità viene spesso preparato col frullatore, che tende però a creare un unico amalgama, di conseguenza risulta preferibile lavorare le foglie del rosmarino e gli spicchi d'aglio a lungo con la mezzaluna, fino a ottenere un trito fine. A questo punto viene mescolato il lardo, amalgamando il tutto.
La tradizione vuole che la versione del pesto utilizzata per i borlenghi veda l'aggiunta agli ingredienti normali anche di 250 grammi di pancetta, eventualmente un po' di salsiccia, e altri quattro spicchi d'aglio.